# 湖南中医药高等专科学校
27°49′01″N 113°10′45″E / 27.816893°N 113.179114°E
湖南中医药高等专科学校，位于湖南省株洲市，为湖南省高等专科大学。该校分有三校区，分别为（芦淞）东校区、（芦淞）西校区、云龙校区

## 历史
1959一1969（杨柳冲、何家坳）株洲市卫生学校
1970一1982（株洲县朱亭镇）株洲市卫生学校
1983－1986（芦淞区高家坳）株洲市卫生学校
1987一1990（芦淞区高家坳）湖南省株洲中医学校
1991一2003（芦淞区高家坳）湖南省中医药学校
2004一（芦淞区高家坳、云龙示范区株洲职教大学城）湖南中医药高等专科学校
2004年，中华人民共和国教育部令湖南省卫生厅、湖南省教育厅共同组织建立了“湖南中医药高等专科学校”，为公立、全日制性质的专科大学。

## 学校院系

### 院系
湖南中医药高等专科学校一共开设了8个系部，11个专业。
- 系部：临床医学系、护理系、药学系、康复保健系、公共课部、思想政治理论课部、基础医学部、成人教育部[1]
- 专业：中医学、中医骨伤、针灸推拿、康复治疗技术、护理、助产、中药、中药制药技术、药品质量检测技术、医疗美容技术、药品营销[1]

### 下属机构
湖南中医药高等专科学校拥有直属附属医院1家（湖南省直中医院）、协作型附属医院一共3家，6个校内实训机构，110余个校外实训机构。

## 合作交流
据2024年8月学校官网的数据，学校坚持开放办学，与多家企业、医院签定了合作办学协议。与千金药业股份有限公司、湖南天地恒一制药有限公司、老百姓大药房、益丰大药房、香港雅姬乐集团、台湾罗丽芬集团等合作开办有“订单班”；与湖南千金大药房有限公司开展中药学专业省级现代学徒制试点，与广东伊丽汇开展了医学美容技术专业现代学徒制人才培养；与附属第一医院、株洲中医伤科医院、株洲市人民医院、湖南盛康等开展了多种形式的联合人才培养；与省儿童医院、株洲市中心医院、株洲市人民医院等合作开展“儿童康复”、“孕产康复”、“老年护理”、“中医护理”等专科特色人才培养。株洲市中医伤科医院、千金药业有限股份公司、岳阳秀媛堂股份有限公司、株洲市妇幼保健院为湖南省校企合作人才培养示范基地。

## 学校文化

### 校训
笃学、敬业、求实、创新

### 官方刊物
《湖南中医药高等专科学校学报》

## 奖项
湖南中医药高等专科学校先后荣获“卫生部全国中医药高职高专教育教材建设指导委员会主任委员单位”、“全国中医药职业教育学会常务理事单位”、“全国医学高职高专教育研究会理事单位”、“高职高专院校人才培养工作评估合格单位”、“湖南省劳动与社会保障先进职业技能鉴定单位”、“ 全国卫生系统思想政治工作先进单位 ” 、 “ 湖南省中医工作先进单位 ” 、 “ 省级园林式单位 ” 、 “ 株洲市双文明建设红旗单位 ”等荣誉奖项。